# 第聂伯雷利斯坦
47°55′49″N 35°1′27″E / 47.93028°N 35.02417°E
第聶伯雷利斯坦（烏克蘭語：Дніпрельстан）是位於烏克蘭東南部的村莊，由扎波羅熱州扎波羅熱区的希羅凱市鎮負責管轄。該村始建於1965年，面積6.5平方公里，海拔高度109米，2001年人口417，人口密度每平方公里64.6人。